# Lourdes Portillo

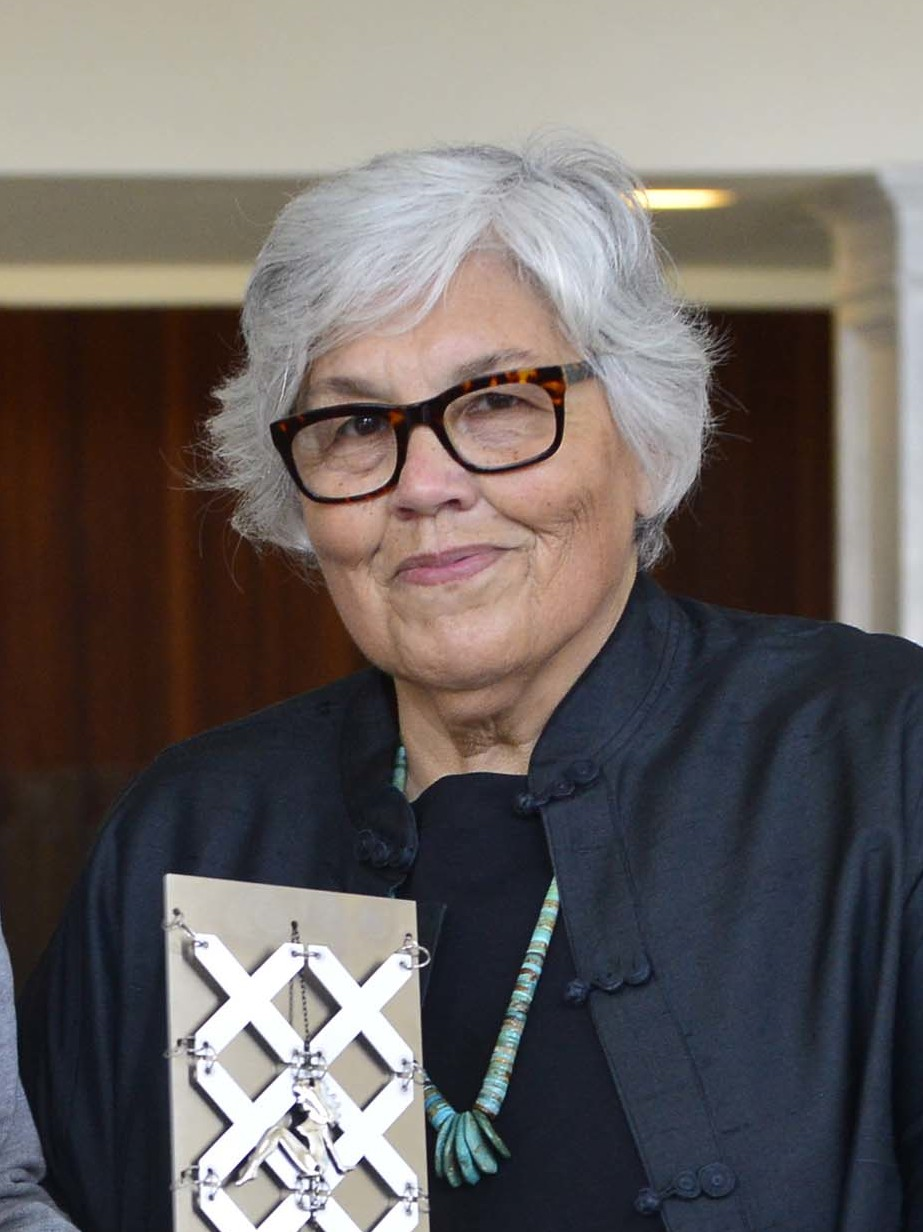
Lourdes Portillo (2015)

Lourdes Portillo (* 11. November 1943 in Chihuahua, Mexiko; † 20. April 2024 in San Francisco, Kalifornien) war eine US-amerikanische Filmproduzentin, Regisseurin und Drehbuchautorin mexikanischer Herkunft. Sie produzierte hauptsächlich Dokumentarfilme, in deren Mittelpunkt Themen wie Menschenrechte, Frauenschicksale und Immigration stehen.

## Leben und Wirken
Lourdes Portillo wurde in Chihuahua in Mexiko geboren und immigrierte als Dreizehnjährige mit ihrer Familie in die Vereinigten Staaten, wo sie in Los Angeles aufwuchs. Da Portillo durch ihre Schulausbildung als einziges Familienmitglied Englisch sprach, fungierte sie in dieser Zeit als Übersetzer. Sie war am Hauskauf beteiligt und brachte ihre jüngeren Geschwister an Schulen unter. Ihre Rolle als Übersetzerin zwischen den Kulturen bezeichnete sie später als Ursprung ihrer beruflichen Entwicklung. Als Portillo 21 Jahre alt war, bat eine Freundin sie um Aushilfe bei der Produktion eines Dokumentarfilms, was ihr Interesse an dem Genre weckte. 1970 ging Portillo, verheiratet und schwanger mit ihrem ersten Sohn, nach San Francisco. Sie bekam in den folgenden Jahren zwei weitere Söhne. Die Ehe wurde später geschieden. Bis 1978 studierte sie am San Francisco Art Institute. Sie absolvierte eine Ausbildung bei der National Association of Broadcast Engineers and Technicians und war anschließend als Assistentin des Kameramanns Stephen Lighthill an den Dreharbeiten des Dramas Drunter und drüber (Over-Under Sideways-Down, 1977) beteiligt.
Mit Hilfe eines Independent Filmmaker Awards des American Film Institute finanzierte Portillo ihren ersten Film Después del terremoto (übersetzt: Nach dem Erdbeben). Sie führte Regie, während Lighthill hinter der Kamera stand. Der Schwarz-Weiß-Kurzfilm handelt von einer Immigrantin aus Nicaragua, die nach dem dortigen schweren Erdbeben 1972 aus ihrer Heimat flüchtete und in San Francisco lebt. Er wurde im Juni 1979 auf dem Krakowski Festiwal Filmowy uraufgeführt und mit einer Ehrenurkunde ausgezeichnet.
1980 wurde Portillo Mitbegründerin der Organisation Cine Acción, die innerhalb der San Francisco Bay Area agierte und sich für das lateinamerikanische Kino in den USA einsetzte.
Portillo arbeitete drei Jahre lang mit Susana Blaustein Muñoz an ihrem nächsten Film, der Doku Die Mütter der Plaza del Mayo (Las madres de la Plaza de Mayo, 1985). Er handelt von den Madres de Plaza de Mayo, einer Organisation argentinischer Frauen, die gegen das Verschwinden ihrer Kinder während des Schmutzigen Krieges demonstrierten. Portillo und Muñoz waren beide Produzentinnen, Regisseurinnen und Drehbuchautorinnen des Films. Er wurde für einen Oscar nominiert und gewann 20 weitere Auszeichnungen.
Nach diesem Erfolg finanzierte der PBS die Fertigstellung des Dokumentarfilms La Ofrenda: The Days of the Dead, wiederum eine Kooperation von Portillo und Muñoz. Der Film, dessen Titel auf den Tag der Toten Bezug nimmt, vergleicht die festlichen Rituale von Mexikanern und Chicanos in San Francisco an diesem Feiertag. 1992 produzierte Portillo gemeinsam mit der Comedy-Gruppe Culture Clash die Parodie und Video-Collage Columbus on Trial. Der Kurzfilm kritisiert auf ironische Weise das amerikanische Rechtssystem und wurde neben Filmfestivals auch auf der Whitney Biennial gezeigt.
In Anerkennung ihrer bisherigen Leistungen als Filmschaffende erhielt Portillo 1994 ein Guggenheim-Stipendium. Im gleichen Jahr erschien ihr Film El Diablo Nunca Duerme (übersetzt: Der Teufel schläft nie). Die Dokumentation handelt von Portillos Versuch, den Tod ihres durch einen Kopfschuss verstorbenen Onkels in Chihuahua aufzuklären. Neben Interviews mit Angehörigen enthält der Film Elemente wie Fotografien, Ausschnitte aus Seifenopern und 8mm-Heimvideos. Portillo, die für die Dreharbeiten zum ersten Mal seit 15 Jahren wieder in ihren Heimatort zurückgekehrt war, thematisiert dabei nicht nur die persönlichen Lebensumstände ihrer Familie, sondern auch die Politische Kultur in Nordmexiko der 1940er Jahre.
Finanziert von der Rockefeller-Stiftung, dem Mexican Fine Arts Museum Center und anderen Sponsoren produzierte Portillo 1999 einen Dokumentarfilm über die mit 23 Jahren ermordete Latino-Sängerin Selena Quintanilla-Pérez. Corpus: A Home Movie for Selena zeigt Interviews mit Familienangehörigen, private Videos und Fotos. In einer weiteren Doku, Conversations with Intellectuals about Selena, diskutieren fünf Intellektuelle Selenas Vorbildwirkung für andere jungen Frauen mexikanischer Abstammung.
2001 produzierte Portillo Señorita Extraviada, eine mehrfach ausgezeichnete Dokumentation über die Opfer der Frauenmorde von Ciudad Juárez.
Im Juni 2012 zeigte das Museum of Modern Art in New York City eine Retrospektive von Portillos Werk. Eine Sammlung von Dokumenten über ihr Filmschaffen von 1979 bis 2001 befindet sich im Archiv der Stanford University.
Lourdes Portillo starb im Alter von 80 Jahren in ihrer Wohnung in San Francisco. Sie hinterließ drei Söhne und eine jüngere Schwester.

## Preise und Nominierungen (Auswahl)
- 1985: Nominierung für Gold Hugo auf dem Chicago International Film Festival (Las madres de la Plaza de Mayo)
- 1986: Nominierung für Oscar in der Kategorie Bester Dokumentarfilm (Las madres de la Plaza de Mayo)
- 1986: Nominierung für den Großen Preis der Jury, Sundance Film Festival (Las madres de la Plaza de Mayo)
- 1989: Nominierung für den Großen Preis der Jury, Sundance Film Festival (La Ofrenda)
- 1995: Nominierung für den Großen Preis der Jury, Sundance Film Festival (El diablo nunca duerme)
- 2002: Gran Coral – First Prize Documentary und Memoria Documentary Award, Internationales Festival des Neuen Lateinamerikanischen Films (Señorita extraviada)
- 2002: Special Jury Prize und Nominierung für den Großen Preis der Jury, Sundance Film Festival (Señorita extraviada)
- 2002: Néstor Almendros Human Rights Prize  (Señorita extraviada)

## Filmografie
- 1979: Después del terremoto
- 1985: Die Mütter der Plaza del Mayo (Las madres de la Plaza de Mayo)
- 1989: La ofrenda
- 1989: Vida
- 1992: Columbus on Trial
- 1994: El diablo nunca duerme
- 1996: Sometimes My Feet Go Numb
- 1999: Corpus
- 1999: Conversations with Intellectuals about Selena
- 2001: Señorita extraviada
- 2004: My McQueen
- 2008: Al más allá